# Molinos (Teruel)
Molinos ist eine Gemeinde in der Provinz Teruel in der Autonomen Region Aragón in Spanien. Sie liegt in der Comarca Maestrazgo und hatte 2024 228 Einwohner.

## Lage
Molinos liegt etwa 55 Kilometer (Luftlinie) in nordöstlicher Richtung von der Provinzhauptstadt Teruel und etwa 130 Kilometer (Luftlinie) südsüdöstlich von Saragossa in einer Höhe von ca. 840 m.

## Bevölkerungsentwicklung
| Jahr      | 1970 | 1981 | 1991 | 2001 | 2011 | 2021 |
| Einwohner | 479  | 404  | 397  | 315  | 283  | 238  |

Die Mechanisierung der Landwirtschaft sowie die Aufgabe bäuerlicher Kleinbetriebe und der daraus resultierende Verlust an Arbeitsplätzen haben seit der Mitte des 20. Jahrhunderts zu einer Landflucht geführt.

## Sehenswürdigkeiten

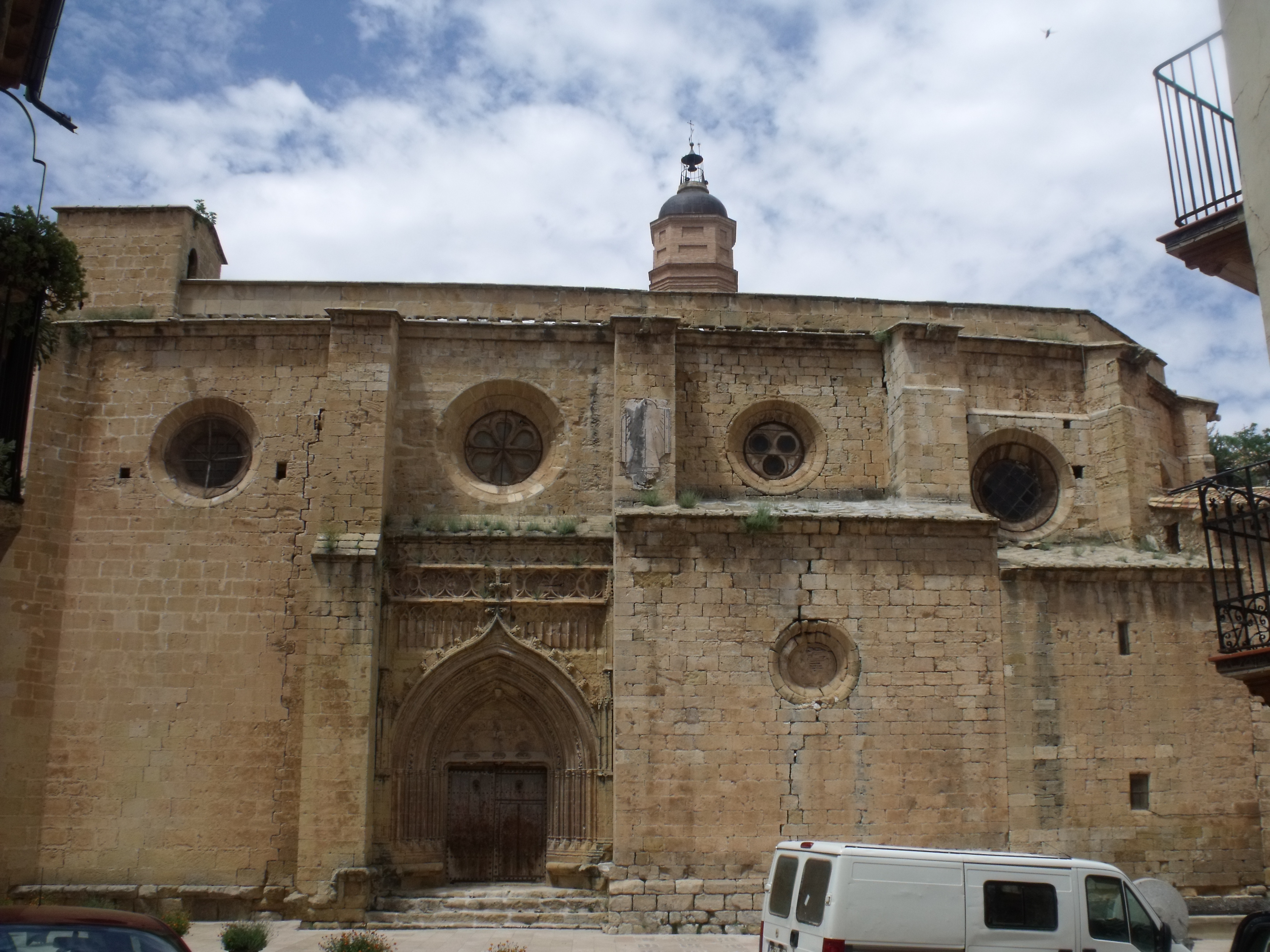
Kirche Mariä Schnee
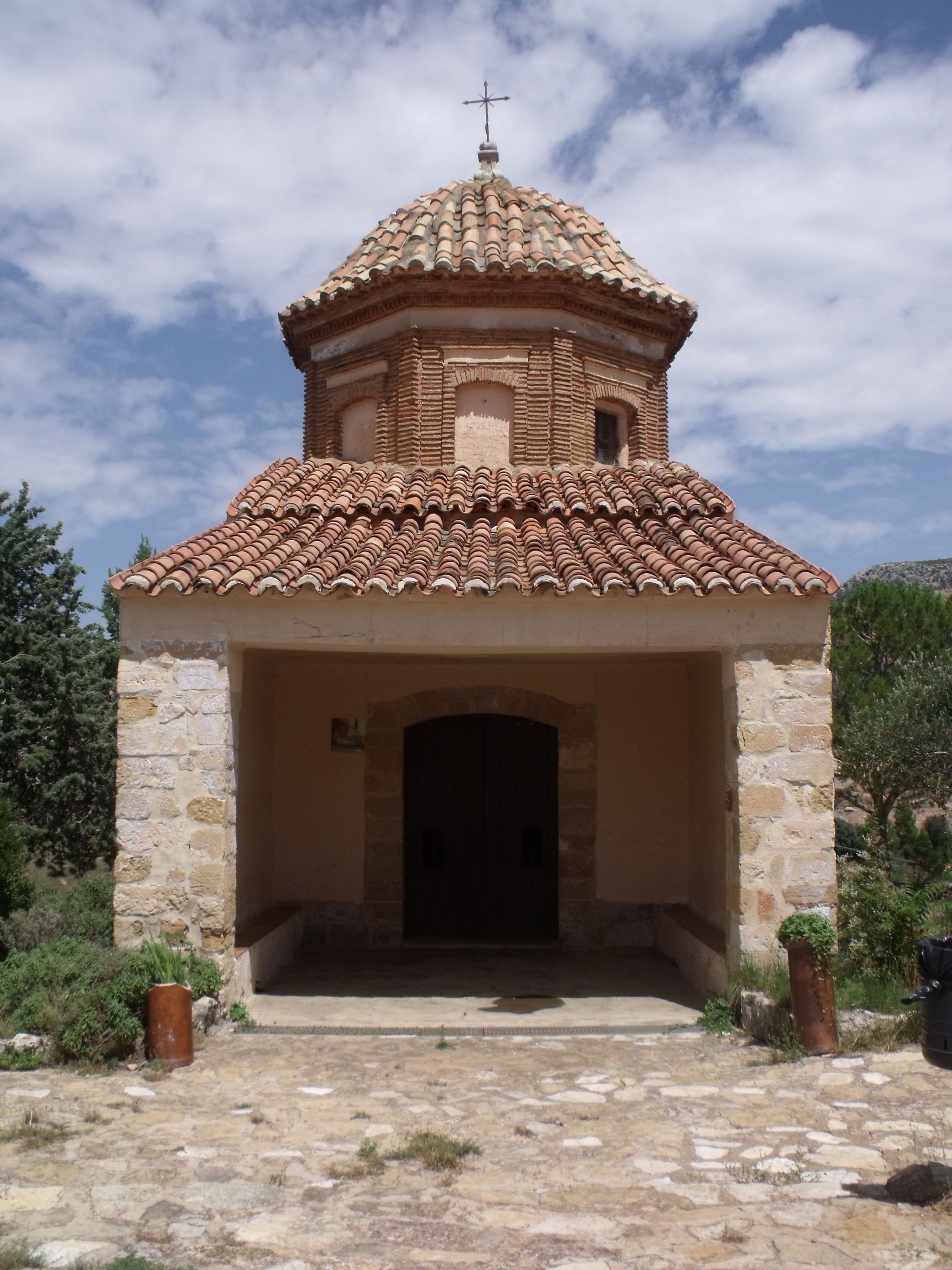
Kapelle
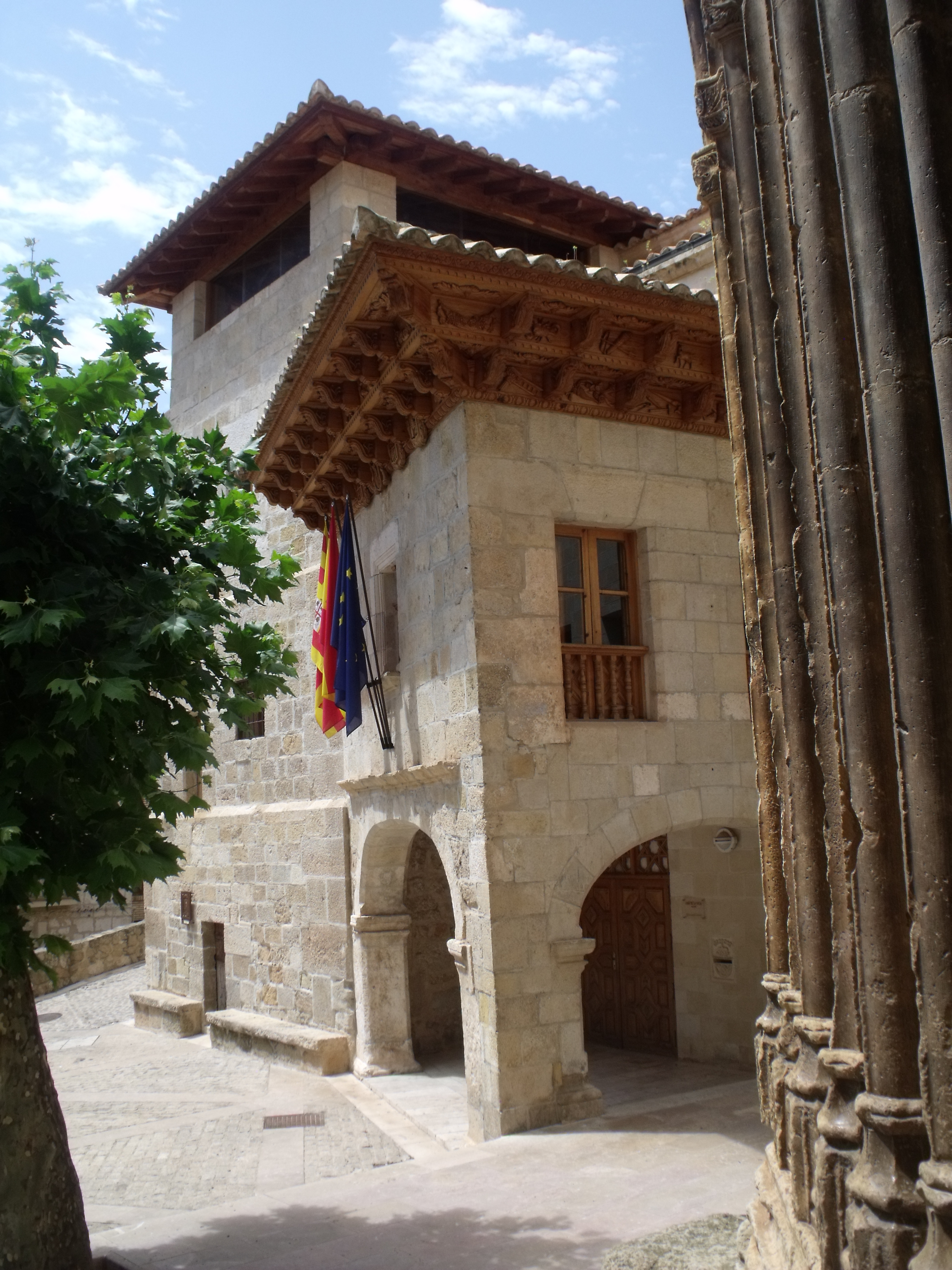
Rathaus

- Kirche Mariä Schnee
- Kapelle
- Rathaus